# Березовая Старица
Березовая Старица — посёлок в Красновишерском районе Пермского края. Входит в состав Усть-Язьвинского сельского поселения.

## Географическое положение
Расположен на берегу озера Березовая Старица, примерно в 35 км к юго-западу от центра поселения, посёлка Усть-Язьва, и в 41 км к юго-западу от районного центра, города Красновишерск.

## Население
| 2010 |
| ---- |
| 168  |

## Улицы[2]
- Лесная ул.
- Мира ул.
- Набережная ул.
- Трактовая ул.

## Топографические карты
- Лист карты P-40-137,138 Курган. Масштаб: 1 : 100 000. Состояние местности на 1982 год. Издание 1988 г.